# Pliocen
| System                                 | Oddział    | Piętro   | Wiek (mln lat) |
| -------------------------------------- | ---------- | -------- | -------------- |
| Czwartorzęd                            | Plejstocen | Gelas    | młodsze        |
| Neogen                                 | Pliocen    | Piacent  | 2,58–3,6       |
| Neogen                                 | Pliocen    | Zankl    | 3,6–5,333      |
| Neogen                                 | Miocen     | Messyn   | 5,333–7,246    |
| Neogen                                 | Miocen     | Torton   | 7,246–11,63    |
| Neogen                                 | Miocen     | Serrawal | 11,63–13,82    |
| Neogen                                 | Miocen     | Lang     | 13,82–15,97    |
| Neogen                                 | Miocen     | Burdygał | 15,97–20,44    |
| Neogen                                 | Miocen     | Akwitan  | 20,44–23,03    |
| Paleogen                               | Oligocen   | Szat     | starsze        |
| Podział neogenu według IUGS, luty 2022 |            |          |                |

Pliocen (ang. Pliocene z gr. πλεῖον ‘bardziej’ i καινός ‘nowy’)
- w sensie geochronologicznym: druga epoka neogenu, trwająca około 2,7 miliona lat (od 5,33 do 2,58 mln lat temu). Pliocen jest młodszy od miocenu, a starszy od plejstocenu. Dzieli się na dwa wieki: zankl i piacent.

- w sensie chronostratygraficznym: drugi oddział neogenu, wyższy od miocenu a niższy od plejstocenu, oddziału czwartorzędu. Dzieli się na dwa piętra: zankl i piacent.

We wcześniejszych podziałach do pliocenu zaliczany był także gelas, obecnie uznawany za najmłodszy wiek/piętro plejstocenu.

## Klimat i geologia
Pliocen charakteryzował się surowym klimatem; postępowało ochłodzenie i osuszenie. Kontynenty zbliżały się do obecnego położenia. Lądolód pokrywał Antarktydę, część Ameryki Południowej i częściowo kontynenty półkuli północnej. Morze Śródziemne odzyskało połączenie z Atlantykiem, jego poziom się podniósł. Powstał Przesmyk Panamski.

## Flora i fauna

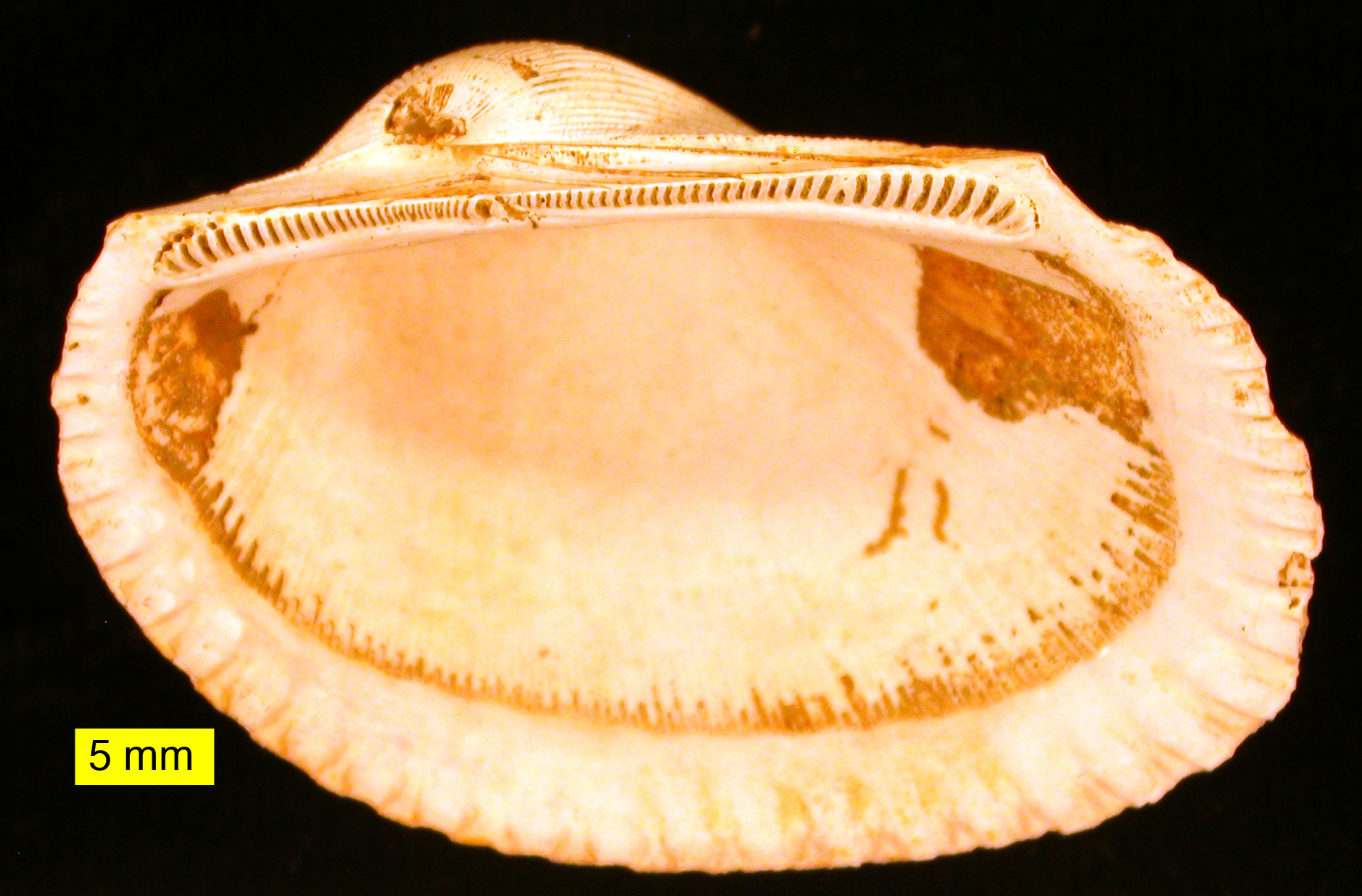
Anadara, pliocen

Duże obszary ulegały stepowieniu, a powierzchnia lasów zmniejszała się. Rozprzestrzeniły się trawożerne kopytne. Stepy Eurazji przemierzały wielkie stada bydła, gazel, jeleni i antylop. Ameryka Północna była zasiedlona przez licznych przedstawicieli jeleni, wielbłądów, koni, mastodontów i widłorogów. Rozwijały się hipopotamowate. Zwiększyła się liczba gatunków mięsożernych. Pod koniec pliocenu drapieżnikiem szczytowym był Smilodon – tygrys szablastozębny. W Ameryce Południowej żyły szczerbaki, w tym olbrzymie Megatheria, które – jak wiele innych rodzimych gatunków – nie przetrwały postępującego ochłodzenia i inwazji gatunków z północy.

### Ewolucja człowieka
W pliocenie w Afryce występowały dwunożne człowiekowate z rodzajów Ardipithecus, a później Australopithecus, od których wywodzi się rodzaj ludzki.